# Pedicularis mandshurica
Pedicularis mandshurica är en snyltrotsväxtart som beskrevs av Carl Maximowicz. Pedicularis mandshurica ingår i släktet spiror, och familjen snyltrotsväxter. Inga underarter finns listade i Catalogue of Life.